# Miss Violence
Miss Violence é um filme grego, do gênero drama, dirigido por Alexandros Avranas, lançado em 2013 na 70ª edição do Festival de Veneza. Avranas ganhou o Leão de Prata de melhor diretor e Themis Panou ganhou o Coppa Volpi de melhor ator.

## Enredo
A cena inicial do filme, mostra uma família comemorando o décimo-primeiro aniversário de Angeliki. Aproveitando um momento de distração, a aniversariante comete suicídio se jogando da janela. O mais intrigante é que antes do ato Angeliki sorri para a câmera e com essa expressão seu corpo é encontrado. A polícia começa a investigar a morte da menina, e seus parentes insistem que sua morte foi acidental, na tentativa de esconder segredos obscuros, esclarecendo assim os motivos que levaram a jovem a tirar sua própria vida.

## Elenco
- Themis Panou  como    Pai
- Reni Pittaki  como    Mãe
- Eleni Roussinou como  Eleni
- Sissy Toumasi   como  Myrto
- Rafika Chawishe como  Assistente Social
- Christos Loulis